# Église Notre-Dame-de-l'Assomption de La Chapelle-Faucher
L'église Notre-Dame-de-l'Assomption est une église catholique située à La Chapelle-Faucher, en France.
L'église fait l'objet d'une protection au titre des monuments historiques.

## Localisation
L'église est située dans le département français de la Dordogne, dans le village de La Chapelle-Faucher.

## Historique
L'église a été construite au début du XIIe siècle par un moine du nom de Fuchurius qui a donné son nom au village : La Chapelle Fulchurius,. Le nom s'est transformé au cours du temps en La Chapelle Fauchier, puis La Chapelle Faucher.
L'église a été donnée à l'abbaye de Charroux  avant 1101. Guillaume II d'Auberoche, évêque de Périgueux confirme la donation faite par son prédécesseur, Raynaud de Thiviers, de plusieurs églises à l'abbaye de Charroux.
En 1304, le prieuré a reçu la visite de l'archevêque de Bordeaux, le futur Clément V.
Pendant la guerre de Cent Ans, le Prince Noir incendie la Chapelle-Faucher, pille et détruit partiellement l'église. Pendant près de cent ans, le village et l'église sont abandonnés.
En 1485, le mur-pignon occidental est reconstruit. L'entrée de l'église est déplacée sur le mur sud-ouest en récupérant des éléments sculptés. Une Vierge à l'Enfant est placée au-dessus du portail. À la même époque, le seigneur du château fait construire une chapelle de style Renaissance sur le côté sud de l'église comme chapelle sépulcrale de la famille de Bruc-Chabans. En 1515, Marguerite de Farges s'est mariée avec Charles de Chabans de Joumard en lui apportant la seigneurie de La Chapelle-Faucher,.
Au XVIe siècle, l'église est décorée de peintures murales. Ces peintures murales ont été buchées et recouvertes d'un enduit de plâtre au XIXe siècle. Elles ont été retrouvées en 1991, en particulier un arbre de Jessé dans le chœur.
En 1789, le prieur commendataire de Notre-Dame est Pupier de Brioude.
La toiture et les crépis extérieurs ont été rénovés en 2007.

## Protection
L'édifice est inscrit au titre des monuments historiques le 30 décembre 1938.

## Galerie de photos

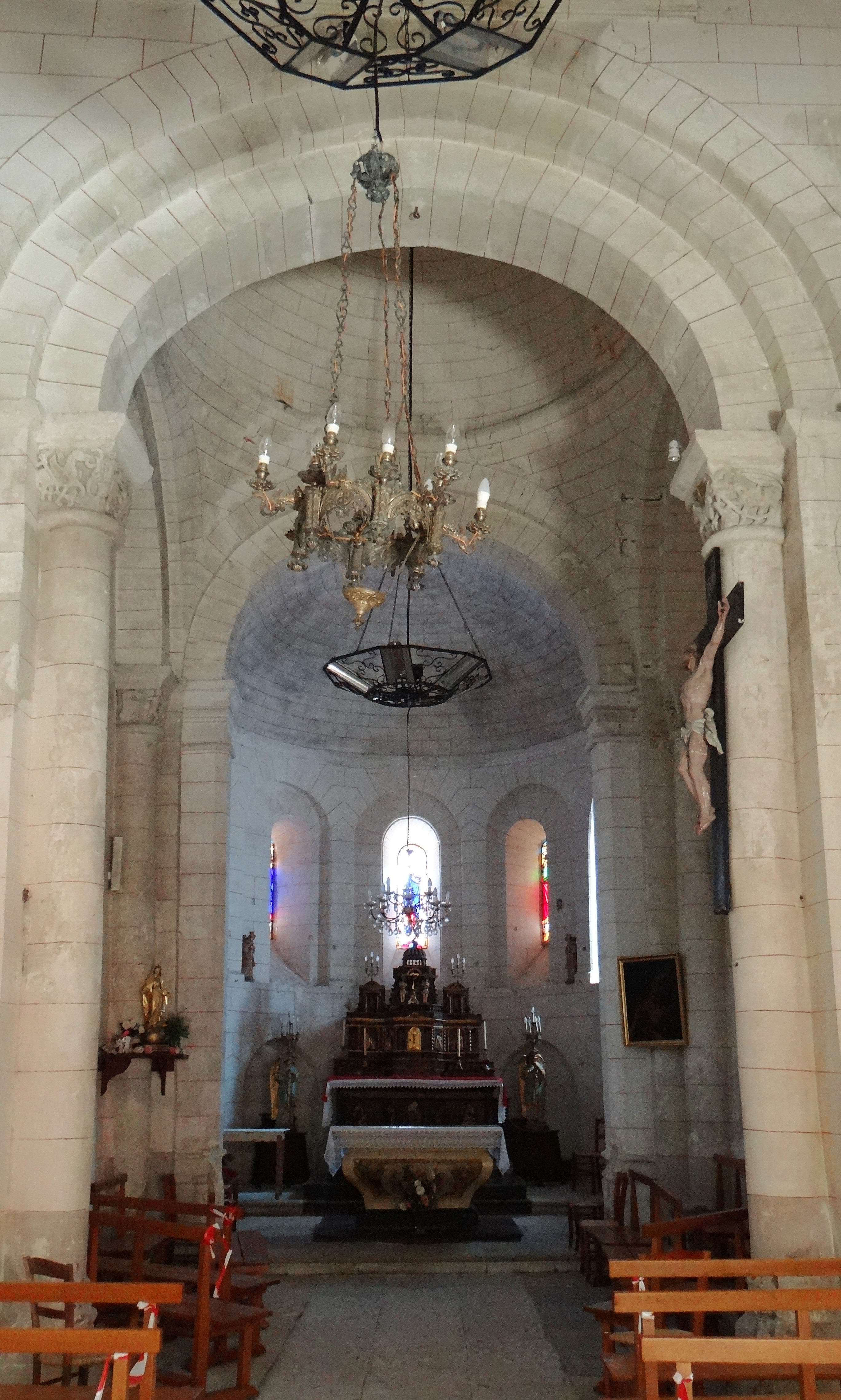
La nef et le chœur.
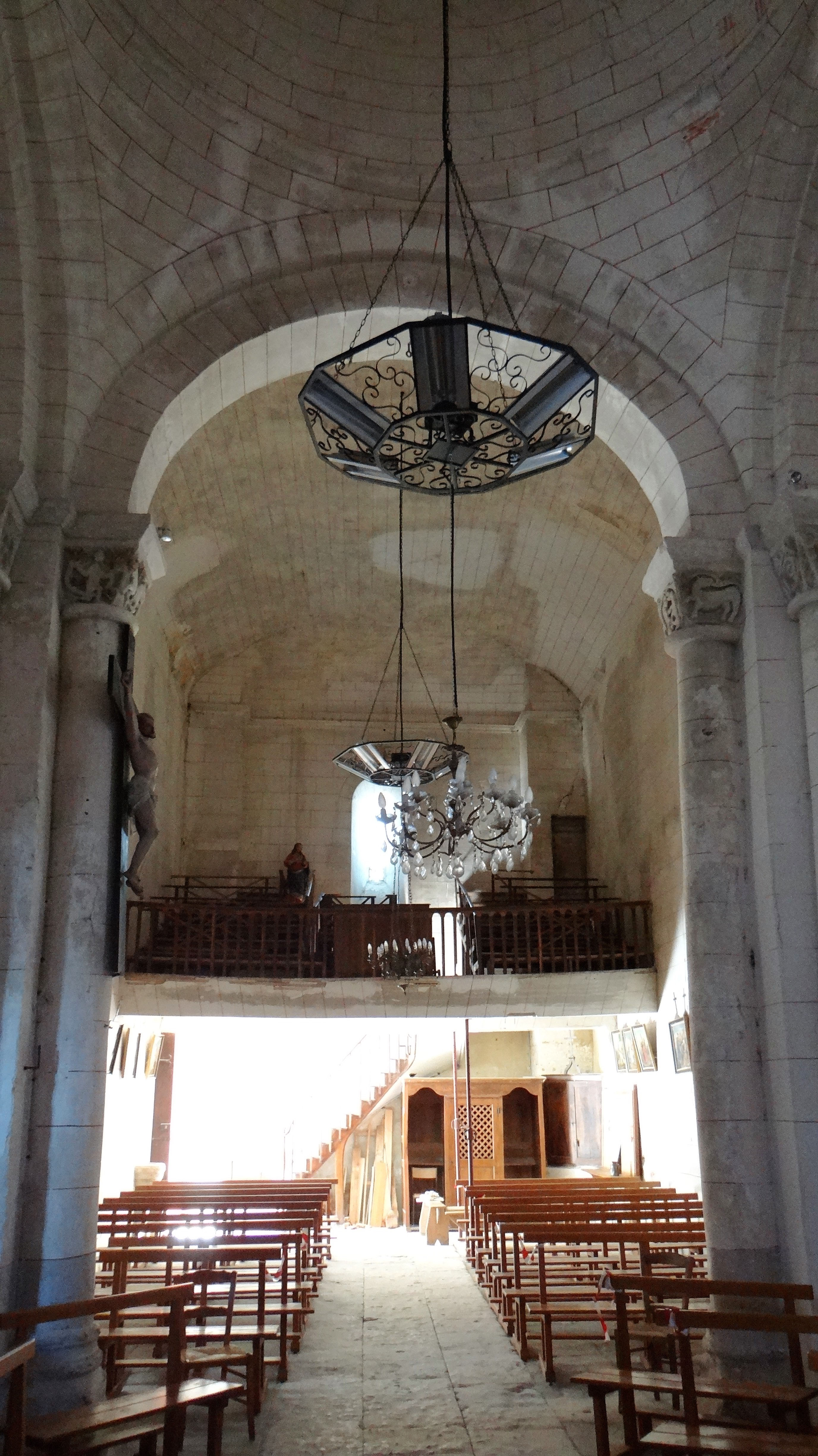
La nef et la tribune.
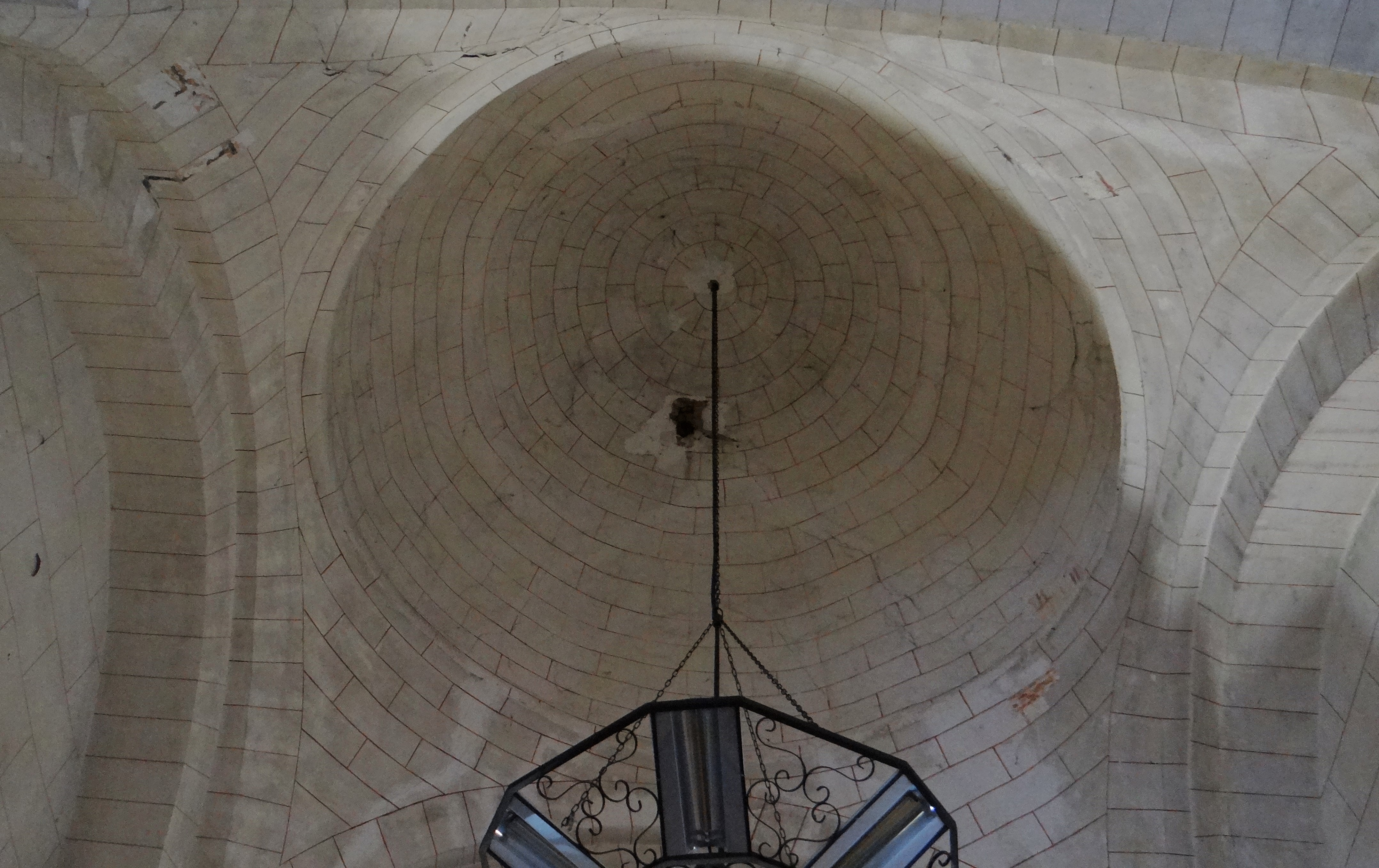
La coupole sur pendentif.
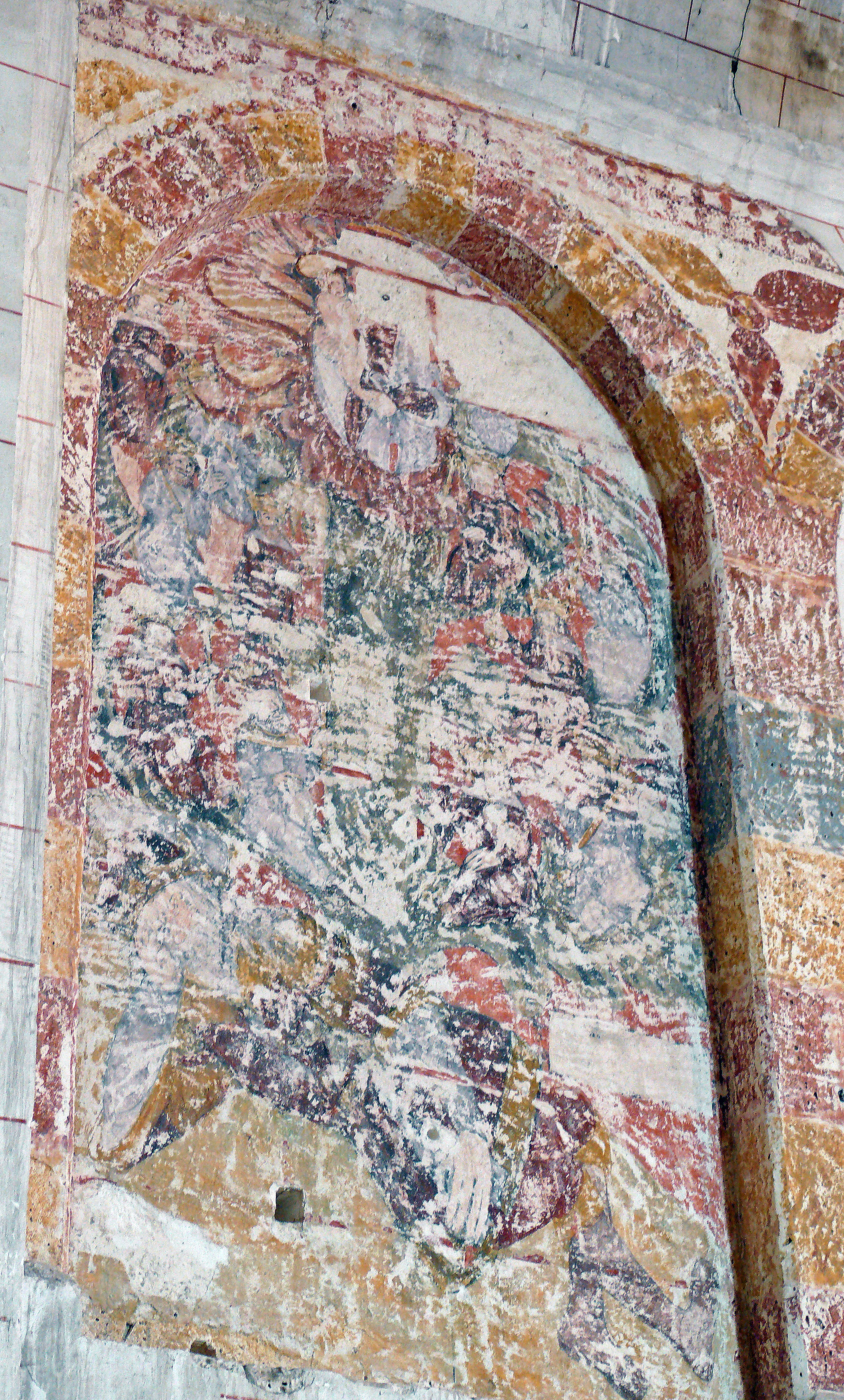
Vestige de la peinture représentant l'arbre de Jessé.
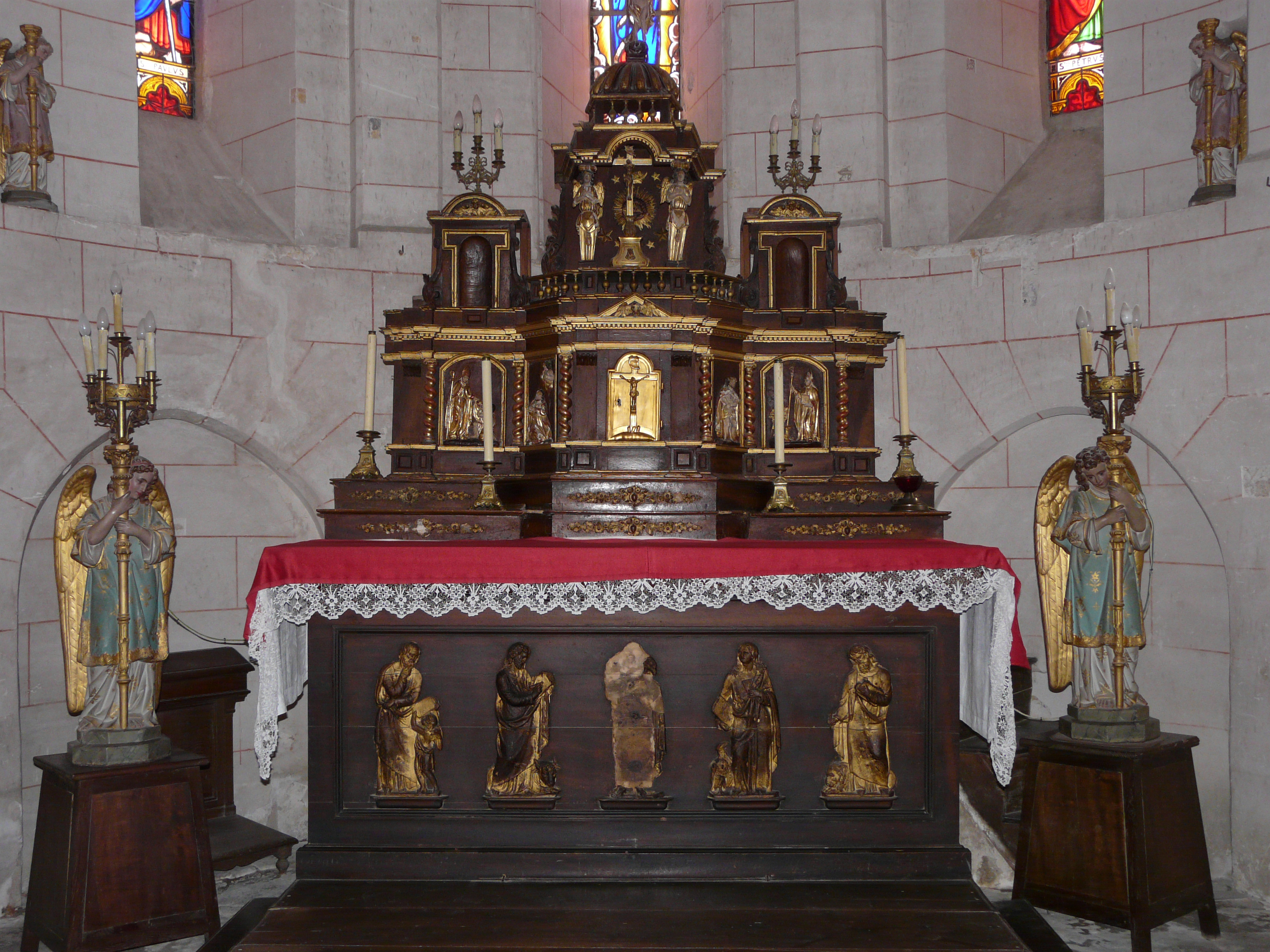
Maître autel de l'église